# Yes一族
《Yes一族》是1991年出品的一部香港電影，由羅卓瑤執導，黎明、李克勤、草蜢、周慧敏、區海倫、桑妮等主演。桑妮憑本片獲提名第11屆香港電影金像獎最佳新人。

## 情節介紹
故事講述阿明、阿智、阿傑、阿威和克仔五位年青男孩的成長歷程。他們五人是好朋友，阿明在壽司店工作；阿智是篤信風水面相的郵差；阿傑是一名只顧賺錢的投資公司經紀；阿威剛剛會考失敗；克仔在父親的珠寶首飾工廠當學徒，他們均抱有創業理想，於是共同開了一間洗毛巾的工廠。阿明與克仔在快餐店認識了活潑的Yoko和文靜的阿貓，阿明的灑脫立即吸引了Yoko，而阿貓與克仔的感情亦迅速發展。阿傑的秘書一直暗戀他，但阿傑從未察覺到。洗毛巾工廠出現問題，五人決定改變方向，轉營發現多元化生意。Yoko一心改變阿明的不羈性格，但最終以分手收場；克仔因阿貓移民澳洲而面臨分開；阿傑的秘書，亦因放假而離開。最後，阿明改變了花心的性格，再與Yoko一起；阿傑明白到賺錢不是一切，懷念起往日的秘書對他的種種好處；克仔的感情、事業亦踏入另一個新階段。

## 主要角色
- 黎明－阿明
- 蔡一智－阿智
- 蔡一傑－阿傑
- 蘇志威－阿威
- 李克勤－克仔，是一個孤單內向的年輕人[8]。
- 周慧敏－Yoko
- 區海倫－阿傑秘書
- 桑妮－阿貓
- 莫家堯－John

## 電影歌曲
- 主題曲：《Yes一族》（作曲：泰迪羅賓；填詞：因葵；編曲：劉以達；主唱：黎明 、李克勤、草蜢）

	'從未愛得這麼深' / 作曲, 陳浩賢 ; 作詞, 潘偉源 ; 編曲, 盧東尼 ; 主唱, 李克勤.
'是愛是緣' / 作曲, 陳永明 ; 作詞, 簡寧 ; 編曲, 盧東尼 ; 主唱, 黎明.
'偷偷看' / 作曲, 杜自持 ; 作詞, 林夕 ; 編曲, 杜自持 ; 主唱, 草蜢.

## 獎項
| 年份 | 頒獎典禮             | 獎項     | 名單 | 結果 |
| ---- | -------------------- | -------- | ---- | ---- |
| 1992 | 第11屆香港電影金像獎 | 最佳新人 | 桑妮 | 提名 |

## 製作人員
- 攝影：鍾志文
- 助理攝影：庄士君
- 剪輯：金馬
- 道具：譚永昌
- 燈光：周偉權
- 錄音：沈聖德
- 劇務：謝志華
- 音樂：泰迪羅賓、衛朋
- 策劃：方令正
- 化妝：文潤玲
- 髮型：陳海來
- 劇照：陳少坡
- 茶水：楊容蓮
- 效果：鄺偉雄
- 美術設計：劉敏雄
- 美術助理：簡華安
- 服裝設計：餘家安、唐萍
- 服裝管理：唐萍
- 服裝助理：吳裏璐
- 錄音助理：李浩榮
- 補配對白：丁羽
- 後期製作：黃歡華
- 導演：羅卓瑤
- 副導演（助理）：石少麟、黎妙雪
- 編劇：方令正
- 製片：劉倩卿、梁麗儀、鍾珍
- 執行製片：梁麗儀
- 助理製片：黃文光、鄧再森
- 製作經理：鍾珍
- 出品人：鄒定歐、曾志偉
- 監製：泰迪羅賓

## 外部連結
- 香港影庫上《Yes一族》的資料（繁體中文）
- 開眼電影網上《Yes一族》的資料（繁體中文）
- 豆瓣电影上《Yes一族》的資料 （简体中文）
- 时光网上《Yes一族》的資料（简体中文）
- 互联网电影数据库（IMDb）上《Yes一族》的资料（英文）